# Boccia
Boccia (do 2022. u Hrvatskoj je korišten naziv Boćanje za osobe s invaliditetom) je uz šah jedini sport u kojemu se mogu natjecati osobe s najtežim lokomotornim oštećenjima. Paraolimpijskim sportom postao je 1984. godine i jedan je od rijetkih sportova koji je osmišljen ciljano za osobe s najtežim oštećenjima. Boccia je u svijetu poznata kao jedan od najuključivijih postojećih sportova - igrati mogu svi – od potpuno zdravih osoba, do onih s najtežim oštećenjima. Ipak, što se natjecateljskih kategorija tiče, boccia je predodređena samo za one s najtežim vrstama lokomotornih oštećenja. Izvorno je bila namijenjena za osobe s cerebralnom paralizom, ali danas uključuje i ina oštećenja sa slabijim motoričkim sposobnostima. 
Boccia je osmišljena prema uzoru na petanque i slične sportove (kao što je i boćanje) i ima svoja pravila.

## Pravila igre
Utakmice se održavaju prema pravilima BISFed-a (Boccia International Sports Federation - Međunarodni boccia savez). Dimenzije terena su 12,5 m × 6 m. Igrači boće mogu bacati isključivo iz svog označenog prostora (dimenzija 2,5 × 1m). Igrači prije utakmice bacanjem novčića biraju tko igra prvi, točnije tko će biti crveni pošto crveni igra uvijek prvi. U igri je šest crvenih i šest plavih boća te jedna ciljna boća koja je bijele boje. Boće moraju odgovarati kriterijima Međunarodnog boćarskog saveza.  

### Odlike boća:
- težina: 275 g +/- 12 g
- promjer: 270 mm +/- 8 mm

Boće moraju biti određenih boja, crvena, plava i bijela, i moraju biti u dobrom stanju bez vidljivih tragova prepravljanja, npr. vidljivih tragova rezanja. Boće koje su prepravljane ne prihvaćaju se. Na službenim natjecanjima dozvoljene su samo boće proizvođača s važećom licencijom Međunarodnoga boccia saveza.

## Kategorije športaša
Postoji 7 kategorija igre: 
- pojedinačno BC1
- pojedinačno BC2
- pojedinačno BC3
- pojedinačno BC4
- BC3 parovi - za igrače klasificirane kao BC 3
- BC4 parovi - za igrače klasificirane kao BC4
- BC1/BC2 timovi - za igrače klasificirane kao BC1 i BC2

U pojedinačnim kategorijama igrači se natječu odvojeno (do 2021. natjecali su se zajedno), dok ekipe i parovi mogu biti isključivo mješoviti.

### Pojedinačno BC1
Igraju igrači klasificirani prema BISFed-ovu klasifikacijskom sustavu kao BC1. Igrači mogu imati pomoćnika koji koji im pomaže pri igri. Pomoćnik može prići i pomoći tek kada igrač to jasno zatraži. Pomoćnik pomaže u situacijama: 
- podešavanje ili stabilizacija kolica
- dodavanje boće igraču
- priprema boće za igru

### Pojedinačno BC2
Igraju igrači klasificirani prema BISFed-ovu sustavu kao BC2. BC2 igrači mogu imati pomočnika samo ako igraju nogom. Igrač može zatražiti pomoć od sudca, linijskog sudca ili mjeritelja vremena pri kretanju po terenu ili prikupljanju boća.

### Pojedinačno BC3
Igraju igrači s lokomotornim oštećenjima u obje ruke i noge cerebralna ili necerebralna podrijetla (igrači koriste pomagala). Igrači ne mogu samostalno voziti kolica i ovisit će o pomoćniku ili električnim kolicima. Igrači nemaju trajan pokret hvatanja i ispuštanja. Možda imaju pokret ruke, ali imaju ograničenu daljinu bacanja boće u teren. Pri igri koriste rampu kojom, prema njihovim uputama, upravlja asistent na rampi. Asistent na rampi mora se pri igri nalaziti u igračevu prostoru, no nije mu dozvoljeno gledanje terena za igru. Komunikacija između igrača i pomoćnika tijekom igre može biti isključivo jednosmjerna (od igrača prema asistentu). Pomoćnici na rampi smatraju se suigračima te se na natjecanjima i njihovo ime navodi uz igračevo te dobijaju iste medalje i nagrade kao i igrači.

### Pojedinačno BC4
Igraju igrači s teškim lokomotornim oštećenjima u obje ruke i noge zajedno sa slabom kontrolom trupa necerebralna ili degenerativna cerebralna podrijetla, klasificirani prema BISFed-ovu sustavu kao BC4. Igrači ne mogu imati pomočnika u igrim osim u slučaju igranja nogom. Smiju tražiti pomoć od sudca kada treba pokupiti boće iz terena ili kod kretanja po terenu

### parovi BC3
Parovi moraju biti mješoviti - sastojati se od jednog igrača i jedne igračice, klasificiranih u kategoriji BC3. Svatko od njih koristi svoju opremu i pomoć svog pomoćnika na rampi, koji može primati upute samo od svog igrača/igračice. Svako od igrača može koristiti po 3 boće. 

### parovi BC4
Parovi moraju biti mješoviti - sastojati se od jednog igrača i jedne igračice, klasificiranih u kategoriji BC4. Svako od igrača može koristiti po 3 boće. 

### ekipe BC1/BC2
Svaki tim satoji se od troje igrača, od kojih najmanje jedan mora biti iz BC1 kategorije. Dozvoljeno je da se tim sastoji od troje igrača kategorije BC1, no nije dozvoljeno da se sastoji od troje igrača kategorije BC2. Svaki tim mora imati barem jednog igrača i barem jednu igračicu (može se sastojati od dvije igračice i jednog igrača, ili dva igrača i jedne igračice, no ne može od 3 igračice, ili 3 igrača) . Bez obzira na broj BC1 igrač(ic)a u timu, svaki tim može imati samo jednog pomočnika, koji može pomagati samo igrači(ca)ma BC1 kategorije, no ne i onima iz BC2 kategorije. Svako od igrača može koristiti po 2 boće 

## Boccia u Hrvatskoj
Boccia je u Hrvatsku došla na početku 21. stoljeća; 2002. godine osnovan je Hrvatski savez boćanja za osobe s invaliditetom (HSBI), a tada je održano i prvo prvenstvo Hrvatske. 2022. godine savez mijenja naziv u Hrvatski boccia savez (HBS).  
U seniorskoj konkurenciji u Hrvatskoj se svake godine održavaju 3 natjecanja - Pojedinačno prvenstvo Hrvatske, Ekipno prvenstvo Hrvatske i Kup Hrvatske. 
U Pojedinačnom prvenstvu Hrvatske natjecatelji se natječu međusobno na 4 prvenstvena turnira (2 na proljeće i 2 na jesen), a najuspješniji na kraju budu proglašeni prvacima Hrvatske.
Na Ekipnom prvenstvu Hrvatske igrači se natječu u parovima i ekipama. Od 2013. ovo je natjecanje međunarodnog karaktera, jer se na njemu natječu i boćari iz Slovenije.
Kup Hrvatske održava se samo u pojedinačnoj konkurenciji.
Natjecanja se najčešće održavaju u Zagrebu, Požegi, Đakovu, Rijeci i Puli.
Osim navedenih seniorskih natjecanja, održavaju se još i Državno natjecanje rekreacije (u sklopu Sportsko-rekreativnih igara državne razine) te Juniorsko prvenstvo Hrvatske.
World Boccia Intercontinental Challenger – Zagreb održava se od 2022.
U Areni Zagreb održavalo se od 9. do 15. srpnja 2025. Europsko prvenstvo u bocciji, sa 120 natjecatelja iz 22 zemlje, ujedno i najveće međunarodno natjecanje u bocciji dosad održano u Hrvatskoj.

### Boćarski klubovi u Hrvatskoj
- BK „Dan“ – Slavonski Brod
- BK „Lastavice“ – Đakovo
- BK „Nada“ – Požega
- BKOSIŽ „Istrijana“ – Pula
- BK „Samobor“ – Samobor
- BKOSI „Pulac“ – Rijeka
- BK „DCDP“ – Varaždin
- BK „CPO“ – Zagreb
- BK OSI DDZ „Željko Klepač“ - URIHO – Zagreb
- BKOSI "Marijan Dobrinčić" - Velika Gorica

### Reprezentacija
- Davor Komar (BC4), sudionik Paraolimpijskih igara 2020. i 2024., osvajač europskog zlata (2023.)[8]
- Dora Našić (BC!), osvajačica srebra na SP-u u Rio de Janeiru 2022.[8]
- Anamaria Arambašić, sudionica Paraolimpijskih igara 2024.[8]

## Vanjske poveznice
- Cerebral Palsy International Sports and Recreation Association (CPISRA)